# The Return of Sherlock Holmes (película de 1929)
The Return of Sherlock Holmes (en español: El regreso de Sherlock Holmes) es una película de misterio estadounidense de 1929 dirigida por Basil Dean y escrita por Arthur Conan Doyle, Basil Dean y Garrett Fort. La película comparte su título con el tercer volumen de las historias de Sherlock Holmes, El regreso de Sherlock Holmes de Arthur Conan Doyle. La película está protagonizada por Clive Brook, H. Reeves-Smith, Betty Lawford, Charles Hay y Phillips Holmes. 
La película fue estrenada el 29 de octubre de 1929 por Paramount Pictures. Se conserva una copia en la Biblioteca del Congreso de los Estados Unidos.

## Sinopsis
Sherlock Holmes y el Dr. Watson se enfrentan nuevamente al profesor Moriarty, cuando Sherlock empieza a investigar el asesinato de un capitán de barco y la sospechosa desaparición del hijo del capitán, acusado del crimen.

## Reparto
- Clive Brook - Sherlock Holmes
- H. Reeves-Smith - Dr. Watson
- Betty Lawford - Mary Watson
- Charles Hay - Capiitán Longmore
- Phillips Holmes - Roger Longmore
- Donald Crisp - Coronel Moran
- Harry T. Morey - Profesor Moriarty
- Hubert Druce - Sargento Gripper

## Producción
Filmada en los Astoria Studios en Nueva York, The Return of Sherlock Holmes fue la primera película sonora en presentar a Sherlock Holmes. También se produjo una versión muda de la película para adaptarse a los cines que no tenían sonido.